# 바기뉴
바그네르 루이스 다 시우바(포르투갈어: Vágner Luiz da Silva, 1981년 9월 13일 ~ )는 브라질 출신의 축구 선수이다. 포지션은 미드필더이다.